# Begonia loranthoides
Espèce
Synonymes
- Begonia henriquesii C.DC.[1]
- Begonia loranthoides subsp. loranthoides[1]
- Begonia mauricei Ziesenh.[1]

Begonia loranthoides est une espèce de plantes de la famille des Begoniaceae.
L'espèce fait partie de la section Tetraphila.
Elle a été décrite en 1871 par Joseph Dalton Hooker (1817-1911).

## Répartition géographique
Cette espèce est originaire des pays suivants : Cameroun ; Sao Tomé-et-Principe ; Zaire.

## Liste des sous-espèces
Selon Catalogue of Life (20 février 2017) :
- sous-espèce Begonia loranthoides subsp. loranthoides
- sous-espèce Begonia loranthoides subsp. rhopalocarpa

Selon World Checklist of Selected Plant Families (WCSP) (20 février 2017) :
- sous-espèce Begonia loranthoides subsp. loranthoides
- sous-espèce Begonia loranthoides subsp. rhopalocarpa (Warb.) J.J.de Wilde (1979)

Selon NCBI (20 février 2017) :
- sous-espèce Begonia loranthoides subsp. rhopalocarpa

Selon The Plant List (20 février 2017) :
- sous-espèce Begonia loranthoides subsp. rhopalocarpa (Warb.) J.J.de Wilde

Selon Tropicos (20 février 2017) (Attention liste brute contenant possiblement des synonymes) :
- sous-espèce Begonia loranthoides subsp. loranthoides
- sous-espèce Begonia loranthoides subsp. rhopalocarpa (Warb.) J.J. de Wilde